# Étoile de Tressignaux
L'Étoile de Tressignaux est une course cycliste française disputée à Tressignaux et créée en 1993,. Elle se déroule le deuxième week-end de l'ouverture de la saison cycliste en Bretagne.

## Histoire
Le 8 mai 1990 est né « le 1er Souvenir Bruno-Guillou »  en critérium sur le circuit de la Croix de Pierre long d'environ quatre kilomètres. On pouvait voir sur la ligne de départ dans la catégorie Junior/Sénior pour ce premier rendez-vous cycliste à Tressignaux des coureurs comme Jacques Burlot, Les frères Mahé, Vincent Balhadrouf, Michel Bourdonnais, Marcel Le Méhauté, Pierrick Basset, Denis Theffo... En cadet, on pouvait retrouver des coureurs tel que Sébastien Hinault, Denis Salmon, Arnaud Le Roux, Renaud Brezellec... Même les plus jeunes étaient présents avec les pré-licenciés, ainsi on pouvait retrouver Manuel Michot, Frédéric Guégan, Anne-Sophie Burlot... 
L'Étoile de Tressignaux, c'est-à-dire l'épreuve en ligne, a vu le jour en 1993. En très peu de temps, elle est devenue incontournable des bons coureurs de la région et d'ailleurs. Cette course sillonnait en 1993 et comme maintenant les routes des communes avoisinantes de Tressignaux. Cette première étoile de Tressignaux s'adressait aux séniors 3 et 4 et aux juniors. Aujourd'hui, elle est ouverte aux 1re, 2e et 3e catégories ainsi qu'aux juniors. La première édition fut remportée par Sébastien Hinault.

## Palmarès
| Année | Vainqueur           | Deuxième              | Troisième             |
| ----- | ------------------- | --------------------- | --------------------- |
| 1993  | Sébastien Hinault   | Cyril Prisé           | Stéphane Corlay       |
| 1994  | Sylvain Letaconnoux | Yoann Le Boulanger    | Thierry Mest          |
| 1995  | Claude Le Flochmoën | Joane Nevo            | Philippe Jean         |
| 1996  | Laurent Paumier     | Sébastien Foucher     | Jacques Burlot        |
| 1997  | Sébastien Duclos    | William Milloux       | Christophe Le Bourhis |
| 1998  | Olivier Boyer       | Samuel Gicquel        | Serge Quéméneur       |
| 1999  | Jérôme Lefoul       | Mickaël Michot        | Antonio Lebrun        |
| 2000  | Cédric Hervé        | Gwénaël Lambert       | Éric Robinard         |
| 2001  | Yannick Flochlay    | Darren Benson         | Lionel Le Han         |
| 2002  | Yannick Flochlay    | François Parisien     | Frédéric Juvaux       |
| 2003  | Philippe Vaillant   | Antoine Cadet         | Loïc Le Bellec        |
| 2004  | Benoît Jouanigot    | Herman Conan          | Josué Gillet          |
| 2005  | Cyrille Le Gall     | Christophe Le Bourhis | Éric Lannuzel         |
| 2006  | Jonathan Pottier    | Benoît Jouanigot      | Gwénolé Michel        |
| 2007  | Romain Le Goff      | Manuel Michot         | Freddy Ravaleu        |
| 2008  | William Le Corre    | Denis Kudashev        | Vincent Ragot         |
| 2009  | Johan Le Bon        | Vincent Guégo         | David Chopin          |
| 2010, | Régis Geffroy       | William Le Corre      | David Chopin          |
| 2011, | Maxime Cam          | Régis Geffroy         | Benjamin Le Montagner |
| 2012  | Loïc Tallot         | Kévin Guibert         | Baptiste Haye         |
| 2013, | Douglas Dewey       | Cyril Delory          | Stéphane Lebreton     |
| 2014, | Fabien Schmidt      | Tony Périou           | Kévin Guillot         |
| 2015, | Ludovic Poilvet     | Alexandre Kermarrec   | Tony Périou           |
| 2016  | Stéphen Guével      | David Chopin          | Maxime Le Montagner   |
| 2017, | Matthieu Gaultier   | Vincent Travers       | Nicolas David         |
| 2018, | Alexis Renard       | Lewis Bulley          | Matthieu Gaultier     |
| 2019, | Cyrille Patoux      | Siarhei Shauchenka    | Maxime Dransart       |
| 2020  | Aurélien Le Lay     | Dylan Kowalski        | Valentin Terrien      |
| 2021  | annulé              | annulé                | annulé                |
| 2022  | Ludovic Morice      | Paul-Mikaël Menthéour | Lilian Jouanjan       |
| 2023  | Théo Cotard         | Anthony Rallé         | Antoine Hue           |
| 2024  | Damien Ridel        | Eliott Boulet         | Owen Musset           |
| 2025  | Thibault D'Hervez   | Luc Royer             | Nelson Daniel         |